# Teodoro León Muñoz

Bischofswappen von Teodoro León Muñoz

Teodoro León Muñoz (* 27. November 1964 in Puertollano, Provinz Ciudad Real) ist ein spanischer römisch-katholischer Geistlicher und Weihbischof in Sevilla.

## Leben
Teodoro León Muñoz studierte Philosophie und Katholische Theologie und empfing am 22. Dezember 1991 durch Erzbischof Carlos Amigo Vallejo OFM in der Kathedrale von Sevilla das Sakrament der Priesterweihe für das Erzbistum Sevilla.
Bis 2004 war er in der Pfarrseelsorge tätig und studierte zusätzlich Kanonisches Recht an der Päpstlichen Universität Gregoriana in Rom, an der er 2000 promoviert wurde. Von 2000 bis 2008 war er Ehebandverteidiger am interdiözesanen Kirchengericht und bis 2012 Professor am Zentrum für theologische Studien. Von 2002 bis 2005 war er zudem Vizekanzler und stellvertretender Generalsekretär sowie von 2005 bis 2009 Beauftragter des Erzbistums für die rechtlichen Angelegenheiten der Bruderschaften. Von 2008 bis 2010 war er zunächst Vizepräsident und anschließend Präsident des interdiözesanen Kirchengerichts. Seither ist er Generalvikar des Erzbistums und Domdekan des Domkapitels von Sevilla, dem er bereits seit 2002 angehört hatte.
Papst Franziskus ernannte ihn am 1. April 2023 zum Titularbischof von Mentesa und zum Weihbischof in Sevilla. Der Erzbischof von Sevilla, Josep Ángel Saiz Meneses, spendete ihm und dem mit ihm zum Weihbischof ernannten Ramón Darío Valdivia Jiménez am 27. Mai desselben Jahres in der Kathedrale von Sevilla die Bischofsweihe. Mitkonsekratoren waren der Apostolische Nuntius in Spanien, Erzbischof Bernardito Cleopas Auza, und der Bischof der Kanarischen Inseln, José Mazuelos Pérez.